# Osyp Makovei
Osyp Makovei (autre orthographe Osip Stepanovič Makovej), né le 23 août 1867 à Jaworów, à l'époque dans le Royaume du Congrès de l’Empire russe, aujourd'hui en Ukraine et décédé le 21 août 1925 à Zaleszczyki, en Pologne à l’époque et actuellement en Ukraine, est un écrivain ukrainien.

## Biographie
Fils de pelletier, Osyp Makovei a étudié dans l'école de son village, au lycée de 1879 à 1887 à Lviv, puis à l'Université dans la même ville. Il exerça diverses fonctions dans la presse littéraire, notamment aux journaux Zorija, Dilo (1891), Narodna chasopys’ (1892), avant de devenir le rédacteur en chef de Bukovyna (1895–7), ainsi que du mensuel Literaturno-naukovyi vistnyk (1897-1899).

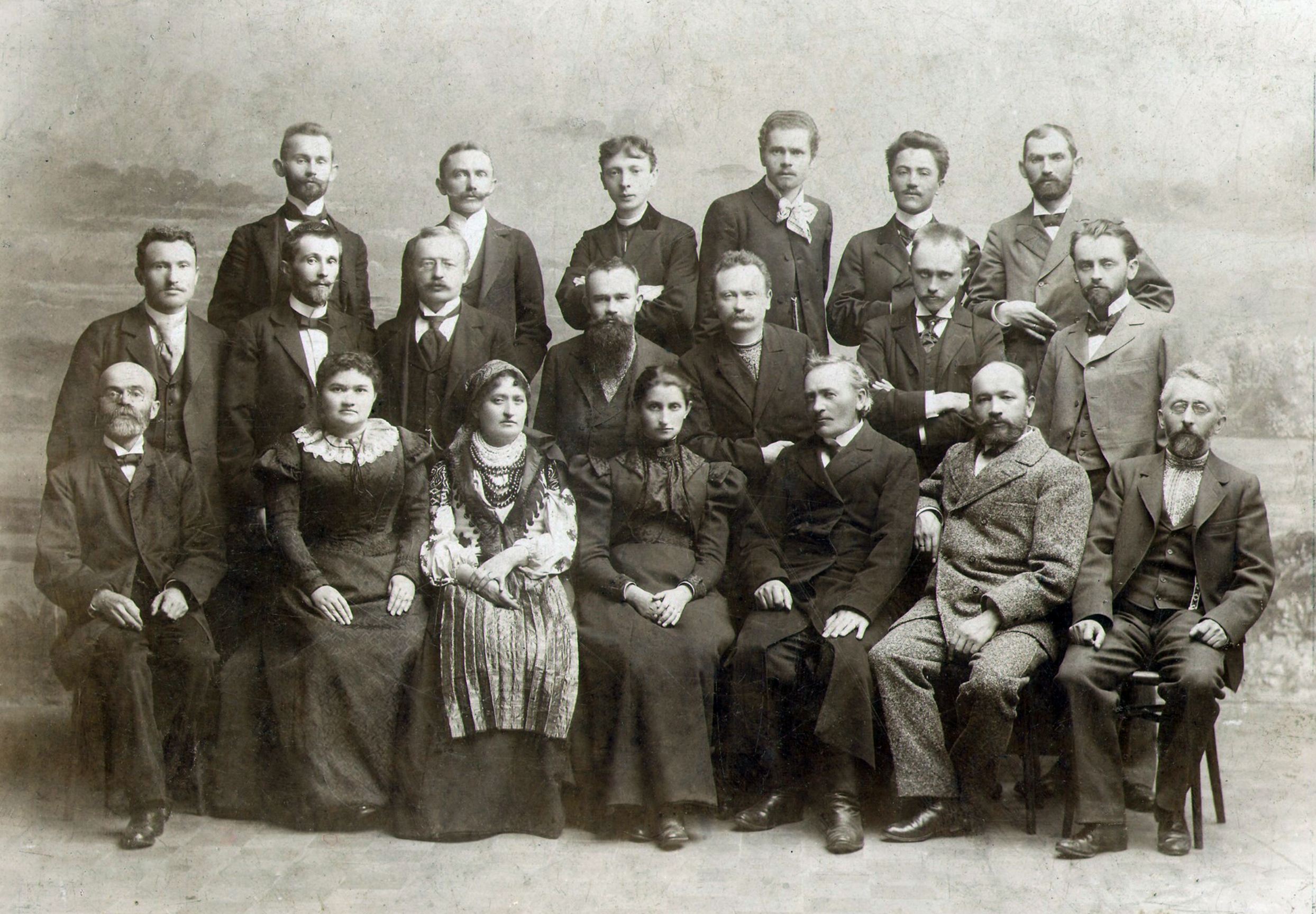
En 1898 à Lviv avec Natalia Kobrynska, Ievhenia Iarochynska, Bohdan Lepky, Olha Kobylianska, Volodymyr Hnatiouk,Ivan Franko, Filaret Kolessa, Ivan Trouch pour les cent ans de la publication de l'Enéide de Ivan Kotliarevsky.

Au printemps 1899, il obtint une bourse pour passer son doctorat obtenu en 1902 à l'Université de Vienne sur Panteleïmon Koulich. Il vécut de 1899 à 1910 à Tchernivtsi, qu'il quitta à cause de tensions avec les dirigeants de certains cercles ukrainiens objets de ses satires, à nouveau à Lviv, enfin de 1913 à la fin de sa vie à Zalichtchyky, où il dirigea un séminaire d'enseignement.
Pendant la Première Guerre mondiale, il servit en tant qu'interprète au sein de l'Armée commune. Dans ses écrits, il décrivit le destin tragique des Ukrainiens autrichiens et des Ukrainiens russes qui, bien que frères d'un point de vue ethnique, se voyaient obligés de se tirer dessus.
En février 1921, il fut emprisonné quelques semaines à Tchortkiv par les autorités polonaises pour avoir « ukrainisé » son établissement. Osyp Makovei a entretenu des relations complexes, dont les sentiments amoureux n'étaient sans doute pas absents, avec Lessia Oukraïnka et Olha Kobylianska, qu'il a également beaucoup aidée à maîtriser la langue ukrainienne.
Aujourd'hui à Tchernivtsi, des plaques commémoratives honorent sa mémoire à l'ancien séminaire où il a enseigné et sur son ancienne maison rue Bohdan-Chmelnyzkyj.

## Œuvres
Makovei a commencé par publier des traductions de poèmes d'Ovide et Heinrich Heine dans le journal Zorija, ainsi que le sien propre, [Pommes interdites]. Il a même publié un recueil complet en 1894. Il n'hésitait pas à recourir à la satire, comme dans son poème de 1911 intitulé [Le Singe capucin], qui dénonce les pseudo-patriotes.
Il a écrit aussi deux longues nouvelles, proches du format d'un roman bref, mais s'est avant tout consacré à la nouvelle, dont il a écrit plusieurs recueils, où il observe la vie humaine, en particulier celle des paysans ou citadins, voire les relations sociales.
Dans le domaine de la critique littéraire, il a écrit des livres sur Panteleïmon Koulich et Youri Fedkovitch, dont il a aussi rassemblé les œuvres, et même un ouvrage de linguistique.
Il fut aussi un traducteur majeur en langue ukrainienne et a enrichi la littérature nationale en rendant accessible les œuvres d'auteurs majeurs de la littérature mondiale : Adam Mickiewicz, Henryk Sienkiewicz, Eliza Orzeszkowa, Stefan Żeromski; Heinrich Heine, Conrad Ferdinand Meyer; Hermann Sudermann, Marie von Ebner-Eschenbach; Guy de Maupassant, Alphonse Daudet, Émile Zola; Mark Twain, Jerome K. Jerome.

## Sélection de livres publiés
- [Poésies], 1894, recueil réédité en 1967
- Zalissia, longue nouvelle, 1897
- Pan’ko Kulish: Ohliad ioho diial’nosti [Chronologie des activités de Panteleïmon Koulich], critique, 1900
- Nashi znakomi [Nos connaissances], nouvelles, 1901
- Try halyts’ki hramatyky [Trois grammaires galiciennes], linguistique, 1903
- Opovidannia [Histoires], nouvelles, 1904
- Iaroshenko, longue nouvelle historique, 1905
- Zhyttia Osypa Yuria Fed’kovycha [La vie de Youri Fedkovych], critique, 1911
- Krovave pole [Un champ ensanglanté], nouvelles, 1921
- Pryzhmurenym okom [À travers un œil qui louche], nouvelles satiriques, 1923

Une édition de ses œuvres complètes en deux volumes est parue en 1990. Une sélection en a été traduite en russe en 1957. En 1963, dans l'anthologie de Constantine Henry Andrusyshen, The Ukrainian Poets, 1189-1962 figurent sept de ses poèmes traduits en anglais.